# Lista de episódios de The O.C.
Esta é a lista de episódios de The O.C., uma série televisiva dramática, exibida nos EUA pelo canal FOX de agosto de 2003 até fevereiro de 2007. The O.C. relata a história de um grupo de adolescentes e das suas famílias que vivem em Newport Beach, do Condado Orange, na Califórnia. A série foi estrelada por Benjamin McKenzie, Mischa Barton, Adam Brody e Rachel Bilson.

## Resumo
| Temporada | Temporada | Episódios | Episódios | Originalmente exibido | Originalmente exibido   | Audiência (em milhões) |
| Temporada | Temporada | Episódios | Episódios | Estreia da temporada  | Final da temporada      | Audiência (em milhões) |
| --------- | --------- | --------- | --------- | --------------------- | ----------------------- | ---------------------- |
|           | 1         | 27        | 27        | 5 de agosto de 2003   | 5 de maio de 2004       | 9.48                   |
|           | 2         | 24        | 24        | 4 de novembro de 2004 | 19 de maio de 2005      | 7.44                   |
|           | 3         | 25        | 25        | 8 de setembro de 2005 | 18 de maio de 2006      | 5.83                   |
|           | 4         | 16        | 16        | 2 de novembro de 2006 | 22 de fevereiro de 2007 | 3.96                   |

## Episódios

### 1ª Temporada (2003-2004)
| N.º geral | N.º na temp. | Título                                                     | Dirigido por           | Escrito por                        | Exibição original       | Cód. de produção | Audiência (milhões) |
| --------- | ------------ | ---------------------------------------------------------- | ---------------------- | ---------------------------------- | ----------------------- | ---------------- | ------------------- |
| 1         | 1            | "Premiere" "Piloto"                                        | Doug Liman             | Josh Schwartz                      | 5 de agosto de 2003     | 475197           | 7.5                 |
| 2         | 2            | "The Model Home" "A Casa Modelo"                           | Doug Liman             | Allan Heinberg & Josh Schwartz     | 13 de agosto de 2003    | 176501           | 7.9                 |
| 3         | 3            | "The Gamble" "A Aposta"                                    | Ian Toynton            | Jane Espenson                      | 19 de agosto de 2003    | 176502           | 8.0                 |
| 4         | 4            | "The Debut" "O Baile"                                      | Daniel Attias          | Allan Heinberg & Josh Schwartz     | 26 de agosto de 2003    | 176503           | 8.6                 |
| 5         | 5            | "The Outsider" "O Forasteiro"                              | Jesús Salvador Treviño | Melissa Rosenberg                  | 2 de setembro de 2003   | 176504           | 9.1                 |
| 6         | 6            | "The Girlfriend" "A Namorada"                              | Steve Robman           | Josh Schwartz & Debra J. Fisher    | 9 de setembro de 2003   | 176505           | 9.1                 |
| 7         | 7            | "The Escape" "A Fuga"                                      | Sanford Bookstaver     | Josh Schwartz                      | 16 de setembro de 2003  | 176506           | 8.8                 |
| 8         | 8            | "The Rescue" "O Resgate"                                   | Michael Lange          | Melissa Rosenberg & Allan Heinberg | 29 de outubro de 2003   | 176507           | 9.27                |
| 9         | 9            | "The Heights" "Nas Alturas"                                | Patrick Norris         | Debra J. Fisher & Erica Messer     | 5 de novembro de 2003   | 176508           | 7.52                |
| 10        | 10           | "The Perfect Couple" "O Casal Perfeito"                    | Michael Fresco         | Allan Heinberg                     | 12 de novembro de 2003  | 176509           | 8.28                |
| 11        | 11           | "The Homecoming" "A Volta para Casa"                       | Keith Samples          | Josh Schwartz & Brian Oh           | 19 de Novembro de 2003  | 176510           | 9.03                |
| 12        | 12           | "The Secret" "O Segredo"                                   | James Marshall         | Allan Heinberg & Josh Schwartz     | 26 de novembro de 2003  | 176511           | 6.9                 |
| 13        | 13           | "The Best Chrismukkah Ever" "O Melhor Nata Nukká de Todos" | Sanford Bookstaver     | Stephanie Savage                   | 3 de dezembro de 2003   | 176512           | 9.27                |
| 14        | 14           | "The Countdown" "Contagem Regressiva"                      | Michael Fresco         | Josh Schwartz                      | 17 de dezembro de 2003  | 176513           | 7.99                |
| 15        | 15           | "The Third Wheel" "Três é Demais"                          | Sandy Smolan           | Melissa Rosenberg                  | 7 de janeiro de 2004    | 176514           | 9.4                 |
| 16        | 16           | "The Links" "Elos"                                         | Michael Lange          | Debra J. Fisher & Erica Messer     | 14 de janeiro de 2004   | 176515           | 8.9                 |
| 17        | 17           | "The Rivals" "Rivais"                                      | Ian Toynton            | Josh Schwartz                      | 21 de janeiro de 2004   | 176516           | 12.72               |
| 18        | 18           | "The Truth" "A Verdade"                                    | Rodman Flender         | Allan Heinberg                     | 11 de fevereiro de 2004 | 176517           | 12.70               |
| 19        | 19           | "The Heartbreak" "Coração Partido"                         | Lev L. Spiro           | Josh Schwartz                      | 18 de fevereiro de 2004 | 176518           | 10.95               |
| 20        | 20           | "The Telenovela" "A Telenovela"                            | Sanford Bookstaver     | Stephanie Savage                   | 25 de fevereiro de 2004 | 176519           | 9.56                |
| 21        | 21           | "A Garota do Adeus"                                        | Patrick Norris         | Josh Schwartz                      | 3 de março de 2004      | 176520           | 10.27               |
| 22        | 22           | "The L.A." "Los Angeles"                                   | David M. Barrett       | Josh Schwartz                      | 24 de março de 2004     | 176521           | 11.09               |
| 23        | 23           | "The Nana" "A Vovó"                                        | Michael Lange          | Allan Heinberg                     | 31 de março de 2004     | 176522           | 11.37               |
| 24        | 24           | "The Proposal" "O Pedido"                                  | Helen Shaver           | Liz Friedman & Josh Schwartz       | 14 de abril de 2004     | 176523           | 10.49               |
| 25        | 25           | "The Shower" "Chá de Panela"                               | Sandy Smolan           | J.J. Philbin                       | 21 de abril de 2004     | 176524           | 10.13               |
| 26        | 26           | "The Strip" "Despedida"                                    | James Marshall         | Allan Heinberg                     | 28 de abril de 2004     | 176525           | 10.52               |
| 27        | 27           | "The Ties That Bind" "Laços"                               | Patrick Norris         | Josh Schwartz                      | 5 de maio de 2004       | 176526           | 10.72               |

### 2ª Temporada (2004-2005)
| N.º geral | N.º na temp. | Título                                                               | Dirigido por          | Escrito por                    | Exibição original       | Cód. de produção | Audiência (milhões) |
| --------- | ------------ | -------------------------------------------------------------------- | --------------------- | ------------------------------ | ----------------------- | ---------------- | ------------------- |
| 28        | 1            | "The Distance" "A Distância"                                         | Ian Toynton           | Josh Schwartz                  | 4 de novembro de 2004   | 2T5101           | 8.56                |
| 29        | 2            | "The Way We Were" "Tudo Como Antes"                                  | Michael Lange         | Allan Heinberg                 | 11 de novembro de 2004  | 2T5102           | 8.08                |
| 30        | 3            | "The New Kids on the Block" "Gente Nova no Pedaço"                   | Lev L. Spiro          | Stephanie Savage               | 18 de novembro de 2004  | 2T5103           | 7.42                |
| 31        | 4            | "The New Era" "A Nova Era"                                           | Michael Fresco        | J.J. Philbin                   | 2 de dezembro de 2004   | 2T5104           | 6.51                |
| 32        | 5            | "The SnO.C." "Baile de Inverno"                                      | Ian Toynton           | John Stephens                  | 9 de dezembro de 2004   | 2T5105           | 6.36                |
| 33        | 6            | "The Chrismukkah That Almost Wasn't" "O Natanukká que Quase Não Foi" | Tony Wharmby          | Josh Schwartz                  | 16 de dezembro de 2004  | 2T5106           | 6.36                |
| 34        | 7            | "The Family Ties" "Laços de Família"                                 | Lesli Glatter         | Drew Greenberg & Josh Schwartz | 6 de janeiro de 2005    | 2T5107           | 7.95                |
| 35        | 8            | "The Power of Love" "O Poder do Amor"                                | Michael Lange         | John Stephens                  | 3 de janeiro de 2005    | 2T5108           | 7.86                |
| 36        | 9            | "The Ex-Factor" "O Fator "Ex""                                       | Michael Fresco        | J.J. Philbin                   | 20 de janeiro de 2005   | 2T5109           | 8.20                |
| 37        | 10           | "The Accomplice" "O Cúmplice"                                        | Ian Toynton           | Allan Heinberg                 | 27 de Janeiro de 2005   | 2T5110           | 8.41                |
| 38        | 11           | "The Second Chance" "A Segunda Chance"                               | Tony Wharmby          | Drew Greenberg & Josh Schwartz | 3 de fevereiro de 2005  | 2T5111           | 7.25                |
| 39        | 12           | "The Lonely Hearts Club" "O Clube dos Solitários"                    | Ian Toynton           | J.J. Philbin                   | 10 de fevereiro de 2005 | 2T5112           | 8.15                |
| 40        | 13           | "The Father Knows Best" "Papai é Quem Sabe"                          | Michael Lange         | John Stephens                  | 17 de fevereiro de 2005 | 2T5113           | 7.80                |
| 41        | 14           | "The Rainy Day Women" "Dia de Chuva"                                 | Michael Fresco        | Josh Schwartz                  | 24 de fevereiro de 2005 | 2T5114           | 7.23                |
| 42        | 15           | "The Mallpisode" "Passeio no Shopping"                               | Ian Toynton           | Stephanie Savage               | 10 de março de 2005     | 2T5115           | 7.66                |
| 43        | 16           | "The Blaze of Glory" "O Brilho das Chamas"                           | Robert Duncan McNeill | Mike Kelley                    | 17 de março de 2005     | 2T5116           | 7.55                |
| 44        | 17           | "The Brothers Grim" "Irmãos"                                         | Michael Lange         | J.J. Philbin                   | 24 de março de 2005     | 2T5117           | 8.60                |
| 45        | 18           | "The Risky Business" "Negócio Arriscado"                             | Norman Buckley        | Cory Martin                    | 7 de abril de 2005      | 2T5118           | 6.80                |
| 46        | 19           | "The Rager" "Tumulto"                                                | Tony Wharmby          | John Stephens                  | 14 de abril de 2005     | 2T5119           | 7.05                |
| 47        | 20           | "The O.C. Confidential" "Orange County Confidencial"                 | Tony Wharmby          | Mike Kelley                    | 21 de abril de 2005     | 2T5120           | 7.05                |
| 48        | 21           | "The Return of the Nana" "A Volta da Vovó"                           | Ian Toynton           | Josh Schwartz                  | 28 de abril de 2005     | 2T5121           | 6.77                |
| 49        | 22           | "The Showdown" "Cartas na Mesa"                                      | Michael Fresco        | John Stephens                  | 5 de maio de 2005       | 2T5122           | 7.20                |
| 50        | 23           | "The O.Sea" "Dilemas"                                                | Michael Lange         | J.J. Philbin                   | 12 de maio de 2005      | 2T5123           | 6.12                |
| 51        | 24           | "The Dearly Beloved" "Família Querida"                               | Ian Toynton           | Josh Schwartz                  | 19 de maio de 2005      | 2T5124           | 7.63                |

### 3ª Temporada (2005-2006)
| N.º geral | N.º na temp. | Título                                                         | Dirigido por          | Escrito por                      | Exibição original      | Cód. de produção | Audiência (milhões) |
| --------- | ------------ | -------------------------------------------------------------- | --------------------- | -------------------------------- | ---------------------- | ---------------- | ------------------- |
| 52        | 1            | "The Aftermath" "Dia Seguinte"                                 | Ian Toynton           | Josh Schwartz                    | 8 de setembro de 2005  | 2T6251           | 7.50                |
| 53        | 2            | "The Shape of Things to Come" "O Que Vem Pela Frente"          | Tony Wharmby          | J. J. Philbin                    | 15 de setembro de 2005 | 2T6252           | 6.22                |
| 54        | 3            | "The End of Innocence" "O Fim da Inocência"                    | Michael Lange         | Stephanie Savage                 | 22 de setembro de 2005 | 2T6253           | 6.45                |
| 55        | 4            | "The Last Waltz" "A Última Valsa"                              | Ian Toynton           | John Stephens                    | 29 de setembro de 2005 | 2T6254           | 6.56                |
| 56        | 5            | "The Perfect Storm" "Tempestade Perfeita"                      | Tony Wharmby          | Mike Kelley                      | 3 de novembro de 2005  | 2T6255           | 6.65                |
| 57        | 6            | "The Swells" "As Ondas"                                        | Michael Fresco        | J. J. Philbin                    | 10 de novembro de 2005 | 2T6256           | 5.76                |
| 58        | 7            | "The Anger Management" "Controlando a Raiva"                   | Michael Fresco        | John Stephens                    | 17 de novembro de 2005 | 2T6257           | 6.20                |
| 59        | 8            | "The Game Plan" "Plano de Vôo"                                 | Tate Donovan          | Cory Martin                      | 1 de dezembro de 2005  | 2T6258           | 5.90                |
| 60        | 9            | "The Disconnect" "Desencontros"                                | Tony Wharmby          | Stephanie Savage                 | 8 de dezembro de 2005  | 2T6259           | 5.88                |
| 61        | 10           | "The Chrismukkah Bar-Mitzvahkkah" "Nata Nukká Bar Mitz-Vahkká" | Ian Toynton           | Josh Schwartz                    | 15 de dezembro de 2005 | 2T6260           | 6.22                |
| 62        | 11           | "The Safe Harbor" "Porto Seguro"                               | Tony Wharmby          | Mike Kelley                      | 12 de janeiro de 2006  | 2T6261           | 5.13                |
| 63        | 12           | "The Sister Act" "Irmãzinha Querida"                           | Ian Toynton           | Leila Gerstein                   | 19 de janeiro de 2006  | 2T6262           | 5.36                |
| 64        | 13           | "The Pot Stirrer" "A Erva"                                     | Norman Buckley        | John Stephens                    | 26 de janeiro de 2006  | 2T6263           | 5.70                |
| 65        | 14           | "The Cliffhanger" "Penhasco"                                   | Michael Lange         | J. J. Philbin                    | 2 de fevereiro de 2006 | 2T6264           | 5.70                |
| 66        | 15           | "The Heavy Lifting" "Peso"                                     | Ian Toynton           | Stephanie Savage                 | 9 de fevereiro de 2006 | 2T6265           | 5.25                |
| 67        | 16           | "The Road Warrior" "Viagem"                                    | Michael Fresco        | Mike Kelley                      | 9 de março de 2006     | 2T6266           | 7.36                |
| 68        | 17           | "The Journey" "A Jornada"                                      | Roxann Dawson         | John Stephens                    | 16 de março de 2006    | 2T6267           | 5.40                |
| 69        | 18           | "The Undertow" "Ressaca"                                       | Robert Duncan McNeill | Mark Fish & J. J. Philbin        | 23 de março de 2006    | 2T6268           | 5.36                |
| 70        | 19           | "The Secrets and Lies" "Segredos e Mentiras"                   | Michael Fresco        | Stephanie Savage & Josh Schwartz | 30 de março de 2006    | 2T6269           | 5.50                |
| 71        | 20           | "The Day After Tomorrow" "O Dia Depois de Amanhã"              | Norman Buckley        | Leila Gerstein                   | 6 de abril de 2006     | 2T6270           | 5.06                |
| 72        | 21           | "The Dawn Patrol" "Patrulhando Dawn"                           | Ian Toynton           | Mike Kelley                      | 13 de abril de 2006    | 2T6271           | 4.33                |
| 73        | 22           | "The College Try" "Teste da Universidade"                      | Tony Wharmby          | J. J. Philbin                    | 20 de abril de 2006    | 2T6272           | 5.36                |
| 74        | 23           | "The Party Favor" "A Festa"                                    | Michael Lange         | John Stephens                    | 27 de abril de 2006    | 2T6273           | 5.41                |
| 75        | 24           | "The Man of the Year" "Homem do Ano"                           | Tony Wharmby          | Stephanie Savage                 | 4 de maio de 2006      | 2T6274           | 5.10                |
| 76        | 25           | "The Graduates" "Formatura"                                    | Ian Toynton           | Bob DeLaurentis & Josh Schwartz  | 18 de maio de 2006     | 2T6275           | 6.40                |

### 4ª Temporada (2006-2007)
| Nº | Título                              | Escrito por                      | Dirigido por    | Data de exibição      | #  |
| --- | ----------------------------------- | -------------------------------- | --------------- | --------------------- | -- |
| 77 | "Vingadores"                        | Josh Schwartz                    | Ian Toynton     | 2 de novembro, 2006   | 1  |
| Unidos pela dor cinco meses após a morte de Marissa, - e decididos a se vingar de Volchok - Julie e Ryan se encontram secretamente e ela dá informações sobre o paradeiro do bandido a ele. Ryan tenta avançar sua vida longe dos Cohen, o que deixa Kirsten e Sandy frustrados. Julie desenvolve o hábito de ocupar-se com várias atividades para esquecer da perda da filha. |                                     |                                  |                 |                       |    |
| 78 | "Os Gringos"                        | John Stephens                    | Patrick Norris  | 7 de novembro, 2006   | 2  |
| Ryan e Seth vão para o México, tentando encontrar Volchok. Summer está insegura sobre seu relacionamento com Seth, enquanto Taylor conta que se casou na França. Seth ajuda Sandy e Kirsten a fazer Ryan desistir da vingança e eles retornam a Newport, onde Sandy têm uma séria conversa com Julie. |                                     |                                  |                 |                       |    |
| 79 | "Ação de Graças"                    | J.J. Philbin                     | Michael Lange   | 9 de novembro, 2006   | 3  |
| É Dia de Ação de Graças. Summer retorna, Julie anda mais aérea que nunca, Taylor surge e Kaitlin decide aderir aos Cohen, além de alguns convidados surpresa. Ryan ainda pretende obter vingança de Volchok. O casamento de Julie e Dr. Neil está por um fio. Sandy leva Ryan até o hotel onde Volchok está, pois decidiu se entregar à polícia. |                                     |                                  |                 |                       |    |
| 80 | "A Metamorfose"                     | Leila Gerstein                   | Norman Buckley  | 16 de novembro, 2006  | 4  |
| Quando Seth visita Summer, ela percebe que o seu próprio jeito de ser desapareceu quando foi para Brown. Uma aposta precisa fazer Julie ficar longe dos homens e Kaitlin, de problemas. Sandy anseia por um novo amigo, já que Jimmy e Dr. Neil não estão mais em Newport. E Taylor precisa de Ryan para legalizar seu divórcio. |                                     |                                  |                 |                       |    |
| 81 | "A Bela Adormecida"                 | John Stephens                    | Ian Toynton     | 30 de novembro, 2006  | 5  |
| Após descobrir que Ryan está com problemas para dormir, Taylor surge com seu próprio plano terapêutico para curá-lo da insônia. Enquanto isso, Summer eleva seu ativismo a um nível inesperado. Sandy acena com um investidor para a firma de Kirsten. E Kaitlin acaba criando uma saia justa para Julie. |                                     |                                  |                 |                       |    |
| 82 | "Voltando pra Casa"                 | Josh Schwartz & Stephanie Savage | Michael Lange   | 7 de Dezembro, 2006   | 6  |
| Quando Seth viaja para encontrar Summer em Brown - ao mesmo tempo em que Ryan precisa da ajuda dele com Taylor -, Kirsten e Sandy tentam, cada um a seu modo, aconselhar Ryan como Seth faria. Enquanto isso, Julie aprende que a Newmatch é mais que um serviço de namoro e Kaitlin decide fazer uma festa escondida na casa dos Roberts. |                                     |                                  |                 |                       |    |
| 83 | "O Natanu-Quê?"                     | J.J. Philbin & John Stephens     | Ian Toynton     | 14 de Dezembro, 2006  | 7  |
| É Natanukká em O.C. Após Ryan e Taylor caírem de uma escada, eles entram em coma e vão parar em um universo paralelo onde ninguém os conhece: Sandy é prefeito de Newport e está casado com ninguém menos que Julie Cooper! Kirsten está casada com Jimmy e Summer é uma idiota fútil, noiva de Che (Chris Pratt). Agora, Ryan e Taylor precisam corrigir estes erros para voltarem pra casa. |                                     |                                  |                 |                       |    |
| 84 | "As Terráqueas São Fáceis"          | Mark Fish                        | Norman Buckley  | 21 de Dezembro, 2006  | 8  |
| É Revéillon em O.C. e Ryan planeja uma viagem surpresa para ele e Taylor. Mas Summer confronta Seth acerca de não fazer quaisquer planos, e a viagem romântica de Ryan está estragada. Enquanto isso, o futuro de Summer está numa bolsa roubada e Bullit (Gary Grubbs) pede para um velho amigo olhar a contabilidade de Julie, o que leva a um final surpreendente. |                                     |                                  |                 |                       |    |
| 85 | "Meus Dois Pais"                    | Josh Schwartz & Stephanie Savage | Michael Schultz | 4 de Janeiro, 2007    | 9  |
| Sandy confronta Frank (Kevin Sorbo) pelo motivo sobre o qual está em Newport e Julie conta a Kirsten a verdadeira identidade de Frank. Kaitlin falha em uma apresentação de classe e é forçada a trabalhar com outro aluno, Will (Chris Brown). As reações de Kirsten e Sandy ao caso de Frank são contrárias. Summer e Seth avançam - inseguros - com os planos do casamento. |                                     |                                  |                 |                       |    |
| 86 | "Conexão França"                    | J.J. Philbin                     | John Stephens   | 11 de Janeiro, 2007   | 10 |
| Henri-Michel (Henri Lubatti), ex-marido de Taylor está em Newport promovendo seu livro de memórias eróticas. Ele diz a Ryan sobre a excitante vida de Taylor na França, e o jovem questiona a relação. Seth visita Dr. Neil em Seattle para pedir permissão de se casar com Summer. Kaitlin percebe que gosta de Will. E Kirsten descobre a verdade sobre o trabalho de Julie na Newmatch. |                                     |                                  |                 |                       |    |
| 87 | "O Amante dos Sonhos"               | Leila Gerstein                   | Patrick Norris  | 18 de Janeiro, 2007   | 11 |
| Seth e Che fazem uma visita à floresta, onde Che, depois de um sonho, descobre que seu espírito pode se apaixonar por alguém inesperado. Seth e Summer finalmente conversam. Além disso, Taylor decide que não pode mais falar com Ryan e Julie trabalha - do seu jeito - para trazer Kirsten de volta à sua vida. Enquanto isso, Kaitlin dá o fora em Will. |                                     |                                  |                 |                       |    |
| 88 | "O Dia da Marmota"                  | Mark Fish                        | Ian Toynton     | 25 de Janeiro, 2007   | 12 |
| Na véspera de seu aniversário de 40 anos, Kirsten anda estranha e resolve visitar o médico. Julie percebe que Kaitlin sente falta de uma figura paterna e aceita namorar Bullit. Ela acaba terminando o romance secreto que estava mantendo. Che encontra sua alma gêmea. Taylor visita uma terapeuta que lhe dá algumas regras sobre Ryan. Kirsten têm uma novidade para Sandy que mudará a vida deles para sempre. |                                     |                                  |                 |                       |    |
| 89 | "O Caso dos Franks"                 | J.J. Philbin                     | Norman Buckley  | 1º de Fevereiro, 2007 | 13 |
| Taylor surge com um plano para melhorar a situação entre Ryan e seu pai, enquanto Julie leva adiante a ideia de se casar com Bullit. Mas quando Julie e Frank se entreolham na frente de Ryan e Taylor, o segredo fica aparente. Kaitlin, ao descobrir descobre que o casal está bolando um plano para unir sua mãe e Frank, vai ao extremo para que ela escolha Bullit. Mas qual será a decisão de Julie? |                                     |                                  |                 |                       |    |
| 90 | "O Terremoto"                       | John Stephens                    | Ian Toynton     | 8 de Fevereiro, 2007  | 14 |
| Ryan e Taylor compartilham palavras especiais...mas elas realmente significam o que sentem? Kaitlin decide sabotar o romance de Julie e Frank. Kirsten, pela primeira vez, percebe o que esta verdadeiramente em conta na socieda de Newport. Summer incentiva Seth a encontrar algo que possa gostar de fazer. E, quando chega a noite, um terremoto abala Newport. |                                     |                                  |                 |                       |    |
| 91 | "Tremor na Noite"                   | Stephanie Savage                 | Patrick Norris  | 15 de Fevereiro, 2007 | 15 |
| Depois que o tremor de terra abala Orange County, todos precisam ser fortes. Embora Sandy tenha dito para ficar onde estava, Seth precisa encontrar Ryan para ajudá-lo urgentemente. Julie e Kaitlin ficam presas na sorveteria do píer. O bebê de Kirsten corre perigo. No entanto, como a maioria das coisas em Newport, nada é o que deveria quando os Cohen retornam para casa. |                                     |                                  |                 |                       |    |
| 92 | "O Fim Não Está Próximo, Está Aqui" | Josh Schwartz                    | Ian Toynton     | 22 de Fevereiro, 2007 | 16 |
| Seis meses após o terremoto, tudo mudou. Os Cohen estão morando com as Cooper enquanto não encontram uma nova casa para morar. Nesse meio tempo, Ryan e Taylor terminaram por qualquer motivo. Ela seguiu sua vida e foi para França, enquanto ele espera o ano letivo em Berkeley começar. Além de Kirsten estar grávida de nove meses, ninguém menos que Julie Cooper também está esperando um bebê! Ela, por sua vez, está prestes a se casar com Bullit, depois que Frank ficou confuso quando soube da gravidez. Os Cohen descobre que a casa não poderá ser reconstruída. Sendo assim, Seth e Ryan embarcam para Berkeley em uma missão: tentar comprar a casa onde Sandy e Kirsten viveram antes de morar em Newport. Mas ela agora é habitada por um casal gay que não está interessado em vendê-la. Ryan têm um plano: trazer Sandy e Kirsten no jatinho de Bullit para tentar persuadi-los. Ao chegarem, Kirsten pede para ir ao banheiro. Só que a bolsa rompe e o parto precisa ser realizado ali mesmo! Sendo assim, nasce Sophie Rose Cohen. Julie descobre que Kirsten deu à luz na hora do casamento e se nega a casar sem sua melhor amiga ao seu lado. Bullit, então, pega todo mundo e leva para Berkeley para se casar lá mesmo, na antiga casa dos Cohen. Porém, antes disso, Kaitlin resolve dar uma dura em Frank, dizendo para ele correr atrás de Julie se a ama de verdade. No meio do casamento, o telefone de Kaitlin toca e ela põe no viva-voz: é Frank, se declarando. E agora, Julie Cooper? Depois de tudo - inclusive um amasso de Ryan e Taylor no quarto -, o casal gay percebe que ali é o lar de Sandy e Kirsten e decidem vender a casa para os Cohen. Já Seth convence sua amada Summer de voltar para o grupo G.E.O.R.G.E., o qual ela havia desistido. De volta a Newport, Ryan decide ver a casa dos Cohen pela última vez e vários flashbacks vêm à sua cabeça. Anos se passam. Summer aparece engajada em seus protestos. Sandy se tornou um querido professor da faculdade de Direito. Sophie está cada vez mais parecida com Kirsten. Taylor regressa da França. Seth e Summer se casam e vivem felizes para sempre. E Julie Cooper - que decidiu ficar sozinha para aprender a viver - se forma na universidade! E Ryan, que tornou-se um arquiteto, vê um garoto na rua com o mesmo olhar triste no rosto que ele tinha. Ele pergunta se o garoto precisa de ajuda, da mesma forma como Sandy fez com ele anos antes... |                                     |                                  |                 |                       |    |

## Especiais
Dois episódios especiais, não fazem parte da continuidade oficial, e foram produzidos para complementar a segunda temporada e sendo transmitidos pela Fox nas semanas que antecederam a estreia da temporada. O primeiro documenta o impacto do programa na cultura popular, e o segundo fornece "um dia na vida" do programa.
| № do especial | Título                                   | Dirigido por | Exibição original      | Audiência (milhões) |
| ------------- | ---------------------------------------- | ------------ | ---------------------- | ------------------- |
| 1             | "The O.C.: Obsess Completely"            | Brad Lachman | 16 de setembro de 2004 | 3.28                |
| 2             | "Welcome to The O.C.: A Day in the Life" | Brad Lachman | 23 de setembro de 2004 | 2.70                |